# Charmosyna
Charmosyna es un género de aves paseriformes de la familia Psittaculidae. Agrupa a catorce especies originarias de Australasia y la Wallacea.

## Especies
Se distinguen las siguientes especies:
- Charmosyna aureicincta (E. L. Layard, 1875)
- Charmosyna diadema (J. Verreaux y Des Murs, 1860)
- Charmosyna josefinae (Finsch, 1873)
- Charmosyna margarethae Tristram, 1879
- Charmosyna meeki (Rothschild y Hartert, 1901)
- Charmosyna multistriata (Rothschild, 1911)
- Charmosyna palmarum (Gmelin, 1788)
- Charmosyna papou (Scopoli, 1786)
- Charmosyna placentis (Temminck, 1835)
- Charmosyna pulchella G. R. Gray, 1859
- Charmosyna rubrigularis (P. L. Sclater, 1881)
- Charmosyna rubronotata (Wallace, 1862)
- Charmosyna toxopei (Siebers, 1930)
- Charmosyna wilhelminae (A. B. Meyer, 1874)